# 증하
증하(繒賀, ? ~ 기원전 168년)는 초한전쟁기 전한의 군인이다.

## 행적
한왕 3년(기원전 204년) 집순(執盾)으로서 진양(晉陽)에서 처음으로 고제를 따랐고, 이후 연오(連敖)가 되어 항우를 쳤다. 한왕이 패주할 때 말을 타고 돌진하여 서초의 군세를 저지하였고, 고제는 증하를 기왕(祁王)이라고 불렀다.
이후 팽성에서 싸우고 항우를 베었으며, 험지에서 힘써 싸운 공로로 기후(祁侯)에 봉해지고 식읍 1,400호를 받았다.
문제 12년(기원전 168년)에 죽어 시호를 곡(穀)이라 하였고, 아들 증호가 작위를 이었다.

## 출전
- 사마천, 《사기》 권18 고조공신후자연표
- 반고, 《한서》 권16 고혜고후문공신표